# Medizintourismus
Medizintourismus ist eine umgangssprachliche Bezeichnung für die länderübergreifende Inanspruchnahme medizinischer Behandlungen. Je nach Art des medizinischen Eingriffs kann der Aufenthalt wenige Tage oder mehrere Monate dauern. Gründe für diese Form des Tourismus sind nicht vorhandene Behandlungsmöglichkeiten im Herkunftsland des Patienten, die Umgehung von Wartezeiten im Heimatland oder eine Kostenersparnis. Medizintourismus gilt als weltweiter Trend und zählt zu den Folgen einer fortschreitenden Globalisierung. Jährlich reisen weltweit etwas mehr als 20 Millionen Patienten ins Ausland. Der Medizintourismus hat ein Volumen von jährlich ca. 80 Milliarden Euro (Stand 2019). Rund 40 Länder werben aktiv um Patienten aus dem Ausland, darunter die USA, Deutschland, die Schweiz, Mexiko, Costa Rica, Israel, Indien, Thailand, Südkorea und Singapur.
Zwei Drittel aller Medizinreisen finden innerasiatisch statt. In Indien, Thailand, Singapur, Malaysia, Südkorea und auf den Philippinen werden jährlich hunderttausende Patienten aus dem Ausland behandelt. Diese, zumeist ambulanten, Patienten kommen aus den Nachbarstaaten sowie den USA, Europa oder den arabischen Golfstaaten, mit steigender Tendenz von etwa 15 Prozent pro Jahr. Auch Deutschland gilt als bevorzugtes Ziel von Medizintouristen, vor allem aus der EU, der Gemeinschaft Unabhängiger Staaten und den arabischen Ländern. Eine weitere Zielgruppe sind US-Bürger, die über keine Krankenversicherung verfügen und bei notwendigen Operationen vermehrt nach Asien reisen. 2007 reisten 750.000 US-Amerikaner für ärztliche Behandlungen ins Ausland; 2017 waren es rund 1,7 Millionen.
Mittlerweile gibt es weltweit eine Vielzahl von Touristikunternehmen und Patientenvermittlern, die sich auf Medizintourismus spezialisiert haben. In letzter Zeit wirbt auch die Türkei, zum Teil mit Hilfe des Ministeriums für Tourismus, sehr stark um Patienten aus dem Ausland. 2013 reisten 360.000 Personen für einen medizinischen Eingriff in das Land.

## Einordnung und Abgrenzung
Der Terminus des Medizintourismus ist in der Wissenschaft nicht klar definiert und unter Fachleuten teilweise umstritten. Je nach Ansatz, Sichtweise und Ausprägung der Thematik haben sich in der Literatur zahlreiche Synonyme (z. B. Kliniktourismus, Patiententourismus, Cross-Border Healthcare etc.) herausgebildet. Wie der Wortlaut allerdings schon nahelegt, setzt sich der Begriff aus zwei Komponenten zusammen: Medizin und Tourismus.
Am häufigsten findet sich die Systematisierung der Medizinreise in den Segmenten der Tourismusbranche und in der Verbindung mit dem Oberbegriff „Gesundheit“. Die Weltgesundheitsorganisation (WHO) definiert diesen Begriff wie folgt:

„Gesundheit ist der Zustand des vollständigen körperlichen, geistigen und sozialen Wohlergehens und nicht nur das Fehlen von Krankheit oder Gebrechen.“

Weiterhin beschreibt die World Tourism Organization den „Touristen“ als eine Person, die zu Orten außerhalb ihres gewöhnlichen Umfeldes reist und sich dort, aus Freizeit- oder geschäftlichen Motiven, für nicht mehr als ein Jahr aufhält.
Zusammengefasst umschreibt der sogenannte Medizintourismus einen Trend im Sinne des gesundheitlich und medizinisch motivierten Reisens aus Gründen der Kostenersparnis und Vermeidung von Wartezeiten, der sowohl touristische als auch medizinische Eigenschaften zu einem Angebot bündelt. Medizintourismus lässt sich als eine Form des Gesundheitstourismus begreifen – neben dem klassischen Kurtourismus und dem Wellnesstourismus. Gleichzeitig fungiert er als Oberbegriff für weitere Subbereiche (Abb. 1: „Systematische Einordnung des Medizintourismus in die verschiedenen Tourismussegmente“). Die Sparten „Präventionstourismus“, „Operationstourismus“ und „Rehabilitationstourismus“ bilden eine Untergliederung der Medizinreise.
Im Gegensatz zu den beiden anderen Formen des Gesundheitstourismus – Kur- und Wellnesstourismus – sind das Maß und die Intensität der angestrebten medizinischen Anwendungen im Medizintourismus sehr hoch. Demnach reist der bereits chronisch bzw. akut erkrankte Tourist als Patient in ein Land außerhalb seines Wohnorts ein, um sich gezielt einer medizinischen Behandlung zu unterziehen. Der Impuls für eine Medizinreise geht von einer Vordiagnose oder einer klinisch manifestierten Erkrankung des Patienten in seiner Heimat aus, für die er sich aus unterschiedlichen Motiven im Ausland eine qualitativ bessere, schnellere oder günstigere Therapie erhofft. Die medizinisch-indizierte Gesundheitsreise umfasst in der Regel einen stationären oder ambulanten Aufenthalt in einer medizinischen Einrichtung. Bei akut kranken (Notfall-)Patienten ist eine Medizinreise nicht selten auch mit einem höheren Behandlungsrisiko und eventuellen Komplikationen im Rahmen der Therapie verbunden.
Die Begriffe „Auslandspatienten“, „Internationale Patienten“ oder „Medizintouristen“ werden in der Literatur für jene Touristen synonym verwendet, die gezielt eine Medizinreise tätigen. In Fachkreisen nicht inbegriffen sind die Menschen, die nicht mit dem primären Ziel einer medizinischen Behandlung ins Ausland reisen, sondern dort unfreiwillig (z. B. durch einen Unfall) zum Patienten werden. Unter Patienten aus dem Ausland werden sowohl Einzelpatienten als auch Patientengruppen verstanden.
Gemäß der Richtlinie 2011/24/EU (Patientenmobilitätsrichtlinie) werden die Kosten für eine geplante EU-Auslandsbehandlung in Deutschland von Krankenversicherungen im Heimatland bis zu der Höhe erstattet, die auch bei der entsprechenden Behandlung im Inland angefallen wären. Gänzlich ausgeschlossen sind öffentliche Impfprogramme, Organtransplantationen oder eine Langzeitpflege. Im Vorfeld ist es notwendig, mit dem Krankenversicherer zu klären, welche Leistungen ganz oder teilweise übernommen werden. In der Regel müssen die Patienten in Vorleistung treten und können die Rechnungen nach Behandlung bei ihrer Krankenversicherung einreichen.

## Arten des Medizintourismus
Aus Sicht der Herkunft bzw. der Patientenströme der Medizintouristen ist im Wesentlichen zu unterscheiden zwischen zwei Formen: dem sogenannten Outgoing- sowie dem Incoming-Medizintourismus. In Deutschland haben beide Formen in den letzten Jahren eine hohe wirtschaftliche Relevanz erlangt.
Unter Outgoing-Medizintourismus sind jene Patientenströme aus dem Inland zu verstehen, die Medizintourismus-Destinationen im Ausland aufsuchen und sich dort medizinisch behandeln lassen.
Der Begriff Incoming-Medizintourismus hingegen beschreibt Reisende aus dem Ausland, die mit dem vorrangigen Ziel kommen, sich hierzulande einer medizinischen Behandlung zu unterziehen.

## Typologie von Medizintouristen
Medizintouristen weisen vielfältige Motive für eine Behandlung im Ausland auf. Je nach Herkunft des Patienten kann zwischen folgenden Medizintourismus-Typen unterschieden werden:
- Patienten, die weltweit die beste Behandlungsmöglichkeit suchen
- Patienten, die eine bessere Behandlungsmöglichkeit im Vergleich zu ihrem Heimatland suchen
- Patienten, die im Heimatland Wartezeiten auf die Behandlung haben
- Patienten, deren Behandlung im Ausland preiswerter ist
- Medizinische Notfälle
- Patienten, die im Alter ausgewandert sind und medizinische Leistungen im Heimatland nutzen
- Patienten in Grenzregionen
- Patienten, die wegen gesetzlicher Beschränkungen oder aus moralischen Gründen bestimmte Behandlungen nur in ausländischen Kliniken vornehmen lassen können
- Check-up-Patienten
- Medical-Wellness-Touristen
- Patienten, die eine gesundheitsfördernde natürliche Infrastruktur (heilklimatische Kurorte) benötigen[21]

Die Literatur nimmt weiterhin drei weitere Kriterien zur Typologisierung von Medizintouristen vor:
| Herkunft           | * Inländischer Patient, aber wohnortfern * Ausländischer Patient, aber grenznah * Ausländischer Patient, wohnortfern |
| Persönliche Motive | * bessere Qualität der Medizin als im Heimatland * Disponibilität bestimmter medizinischer Leistungen * bessere medizinisch-technologische Ausstattung (State-of-the-Art-Technologie/High-End Medizintechnik) * geringere Wartezeit für bestimmte Behandlungen * besseres Preis-Leistungs-Verhältnis als in der Heimat |
| Kostenträger       | * EU-Bürger mit Europäischer Krankenversicherungskarte (EHIC) oder S2-Formular (ehem. E112) * Ausländische Privatpatienten (Selbstzahler) * Patienten, deren Kosten die jeweilige Botschaft, ein gemeinnütziger Träger, eine Versicherung oder ein Unternehmen übernimmt                                               |

Das Hauptmotiv der Medizintouristen ist prinzipiell die Sicherstellung, die Verbesserung, bzw. die allgemeine Überprüfung des Gesundheitszustandes. Die persönliche Motivation für eine solche Reise kann aus zwei übergeordneten Gründen veranlasst sein: Einerseits durch eine ärztliche Anweisung (z. B. eine dringliche Operation bei einem Krebspatienten) und andererseits aus der Eigenmotivation (z. B. eine nicht medizinisch notwendige, chirurgische Schönheitskorrektur) des Patienten heraus.
Die Zielstaaten fördern diese Form des „Tourismus“ aufgrund lukrativer Deviseneinnahmen und einer Steigerung des Bruttoinlandsprodukts. Gleichzeitig können die Zielländer sich als medizinisch hochleistungsfähig präsentieren, was ein Faktor auch für den „normalen“ Tourismus ist.

## Medizintourismus nach Deutschland

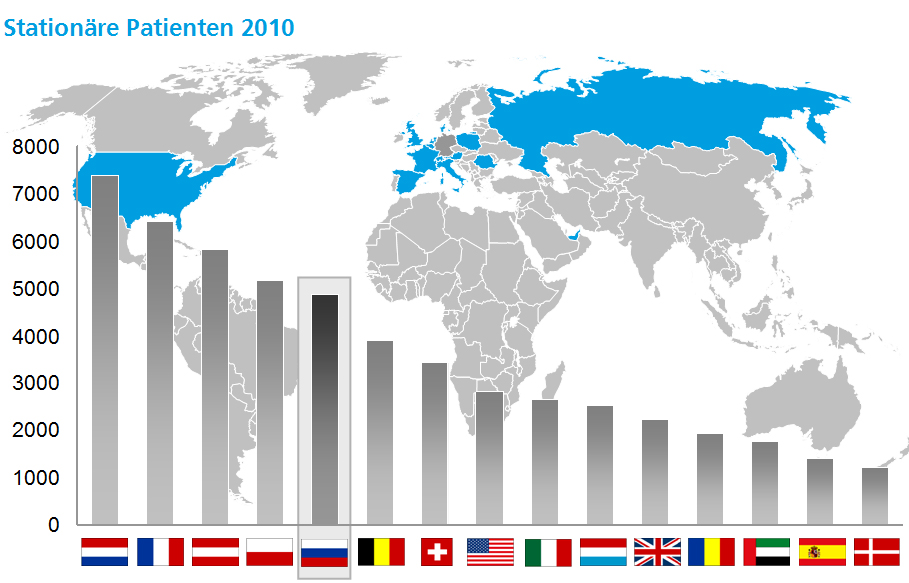
Abb. 2: Herkunft ausländischer Patienten in Deutschland

Im Jahr 2017 ließen sich laut Angaben der Hochschule Bonn-Rhein-Sieg rund 247.500 stationäre und ambulante Patienten aus dem Ausland in deutschen Krankenhäusern behandeln. Das sind 2 Prozent weniger als im Vorjahr. Ihr Anteil an der Gesamtzahl aller Klinikpatienten liegt damit bei 0,5 Prozent und somit weit unter dem von der Europäischen Kommission angenommenen Wert von rund zwei Prozent. Das geschätzte Erlösvolumen internationaler Patienten beläuft sich auf rund 1,2 Milliarden Euro jährlich. Russland, das bisher wichtigste Nicht-EU-Herkunftsland für Medizintouristen, verzeichnete erstmals wieder ein deutliches Plus von 7,6 Prozent; aus der Ukraine (+18,9 Prozent) und Kasachstan (+36,7 Prozent) kamen wieder mehr Patienten. Einen massiven Einbruch gab es bei den medizinischen Behandlungsreisen aus einigen Golfstaaten: Saudi-Arabien (minus 36 Prozent), Kuwait (minus 62 Prozent) und Oman (minus 28 Prozent). Bereits seit Ende 2016 brechen die Patientenzahlen aus dem arabischen Raum merklich ein. Auslöser sind eine deutliche Verringerung der finanziellen Mittel für Auslandsbehandlungen in vielen Golfstaaten und die damit verbundene genauere Prüfung von Abrechnungen, strukturelle Veränderungen in den Botschaften und Konsulaten sowie Skandale um die internationale Abteilung des Klinikums Stuttgart und des kuwaitischen Gesundheitsbüros in Frankfurt am Main.
Herkunftsländer
Die nach Deutschland im Jahr 2017 eingereisten Medizintouristen kamen aus 177 verschiedenen Ländern der Welt. Rund 65 Prozent aller stationären Patienten kommen aus der EU, die meisten davon aus Polen. Wichtige Herkunftsstaaten sind zudem die Mitglieder der Gemeinschaft Unabhängiger Staaten (Anteil an den stationären Gesamtauslandspatienten 9,5 %) sowie die arabischen Golfstaaten (Anteil 6,9 %). Nur ein kleiner Teil der Medizintouristen kommt aus den USA oder China. 2005 kamen offiziellen Angaben zufolge allein aus Dubai 350 Patienten und 864 Begleitpersonen nach Deutschland, aus den Vereinigten Arabischen Emiraten insgesamt waren es pro Jahr rund 2500 Patienten. Des Weiteren ist ein Zahntourismus aus der Schweiz nach Deutschland zu beobachten.

## Kritik
Die Praxis des Medizintourismus wird von mehreren Seiten kritisiert. „Mit dem Boom des Medizintourismus in einem Land wie Indien sind (...) eine ganze Reihe Risiken und Nebenwirkungen verbunden. Dazu gehört beispielsweise das Problem der umweltgerechten Entsorgung von Krankenhausabfällen oder der illegale Handel mit Organen. Während sich die medizinische Versorgung der indischen Bevölkerung auf vergleichsweise niedrigem Stand befindet, werden mit knappen Steuermitteln Privatkliniken für die Reichen subventioniert.“
Des Weiteren werden regelmäßig verschiedene medizinische und ökonomische Kritikpunkte angeführt. Dazu zählen beispielsweise die bevorzugte Behandlung der internationalen Patienten, während Inlandspatienten Wartezeiten in Kauf nehmen müssen; die Verbreitung multiresistenter Keime durch Medizintouristen, Zahlungsausfälle in Kliniken oder intransparente Abrechnung aufgrund unzureichender gesetzlicher Regelungen.
Organhandel bzw. die bevorzugte Behandlung von Transplantationspatienten aus dem Ausland gelten nicht nur als Problem in Schwellenländern wie China oder Kolumbien, sondern treten regelmäßig auch in deutschen Kliniken auf.

## Medizintourismus nach Ländern
- Medizintourismus in Malaysia